# 壬午之役
壬午之役，明朝崇祯十五年（清太宗崇德七年，1642年）十月到崇祯十六年（崇德八年，1643年）五月，明清战争中，清军第五次入塞。因为1642年是壬午年，所以称为壬午之役，又称为第二次北直隶山东之战。
1642年十月，皇太极再命阿巴泰领兵入明境侵掠，自黄崖口入长城，至蓟州，击败明朝白腾蛟部。攻破河间、景州，十二月，清军由青州攻入临淄，知县文昌时合家自焚。清军进至兖州府；兖州守御兵弱，稍战即克，执杀明鲁王朱以派、兵备王继新、副总兵丁文明等。随后连下滕县、峄县，直至郯城。分军掠莱州、登州、莒州、沂州，清军南下，最南到达南直隶海州。清军所到之处，四出掳掠，明军望风披靡。
清军的掳掠，激起人民的反抗。顺德府东南以张府为首，府西北以郭宅为首起兵反击。响应者四千余人。兖州有小袁银（袁时中部，又称小袁营）义军起兵救兖州府，秋毫无犯，人称“佛兵”。1643年正月，小袁银军进攻海州清军，挖壕沟围城。
二月，清军由山东德州东进，攻莱阳。原工部右侍郎宋玫，吏部郎中宋应亨、中书舍人赵士骥等率城内军民顽强抗击，获胜。宋玫胜利后置酒高会，加之内叛暗引，清军轻易破城，执杀宋玫、宋应亨等。
四月，清军自山东退兵，路经明朝京畿，兵破霸州。明大学士周延儒亲自督师至通州，不敢出战。清军至怀来。明总督蓟州诸镇军务的兵部右侍郎赵光抃率八镇兵与清军战于螺山，寡不敌众，大败，士卒溃逃，总兵张登科、和应荐等战死。清军此次侵掠，破三府十八州六十七县，掳掠人口三十六万九千人，牲畜三十二万一千头。自天津至涿鹿，沿途运载财物的车驼绵延三百里。五月，清阿巴泰军返回盛京。